# Leticia Calderón
Leticia Calderón (výslovnost: Letisja Kalderón; * 15. července 1968 v Guaymas, Sonora, Mexiko) je mexická televizní a divadelní herečka. Proslavila se zejména svými rolemi v úspěšných televizních seriálech, jako je Esmeralda. Tento seriál byl na konci 90. let 20. století velmi populární zejména ve středoevropských a východoevropských zemích, včetně České republiky).

## Kariéra
Calderón snila o herecké kariéře od svého útlého dětství a hrát začala již ve svých 14 letech, v roce 1983. Její kariéra je úspěšná a vyhrála také množství cen za televizní tvorbu v domovském Mexiku i v zahraničí. Natočila přes 25 telenovel a často hrála postavy silných a sebevědomých žen. Vrchol její popularity přišel na konci 90. let, kdy se proslavila rolemi v úspěšných telenovelách, jako je Esmeralda nebo Labyrinty vášně. Po roce 2000 se Calderón částečně stáhla z veřejného života a věnovala se rodině. Přesto nadále točí televizní role a získala také množství nominací i ocenění za svoji filmovou tvorbu. V několika telenovelách hrála i padoucha, většinou vražedkyni. Bývá v mexickém tisku označovaná, jako jedna z nejlepších představitelek ryze záporných roli posledních let.

## Osobní život
Je dcerou Maria Calderóna a Carmén León, má několik sourozenců. V době natáčení Esmeraldy (1997) byla provdaná za dentistu Marco Lopeze, se kterým se v roce 1999 rozvedla. Od roku 2003 do roku 2010 byla provdaná za advokáta Juana Colladu, s kterým má dva syny, Luciana a Carla. Starší Luciano (nar. 2004) trpí Downovým syndromem. Herečka o prvních pěti letech života svého postiženého syna vydala v roce 2009 knihu s názvem "Luciano, anděl mého života". Přispívá také na organizace, pečující o postižené Downovým syndromem.